# Forte de Santo António de Castro Marim
O Forte de Santo António, também conhecido como Forte do Revelim ou Revelim de Santo António, localiza-se na vila, Freguesia e Concelho de Castro Marim, no Distrito de Faro, em Portugal.

## História
Erguido sobre uma elevação conhecida como rocha do Zambujal, a Leste do Forte de São Sebastião de Castro Marim, complementa as defesas da povoação, na foz do rio Guadiana, com a função de vigiar a travessia e navegação nas águas desse rio.
Foi mandado erguer, à época da Guerra da Restauração, pelo Conselho de Guerra de D. João IV (1640-1656).

## Características
De pequenas dimensões, ligava-se tanto ao antigo castelo medieval, quanto ao Forte de São Sebastião. Em seu interior, foi edificada a Ermida de Santo António, em estilo barroco, que apresenta Capela-mor com planta quadrangular delimitada por pilares-cunhais.